# يونس علي
يونس علي رحمتي ، من مواليد 3 يناير 1983م في الدوحة، لاعب كرة قدم قطري .

## المسيرة الاحترافية والدولية
بدأ مشواره الكروي مع نادي الأهلي القطري، و لعب بعدها مع أندية الريان وأم صلال وعاد بعدها إللا الأهلي.
سجل هدفين في موسم 2008-2009 مع نادي الريان الرياضي.

## روابط خارجية
- يونس علي على موقع الاتحاد الدولي (مؤرشف)  (الإنجليزية)
- يونس علي على موقع قاعدة بيانات كرة القدم.إي يو (الإنجليزية)
- يونس علي على موقع ناشيونال فوتبول تيمز (الإنجليزية)